# Các quận ở Warszawa

Các quận của Warsaw (từ năm 2002)

Warsaw là một hạt (powiat [ˈpɔviat]), và được chia thành 18 quận (dzielnica [ˈd͡ziɛlnit͡sa]), mỗi quận có một cơ quan hành chính riêng. Từ "dzielnica" cũng được sử dụng không chính thức trong tiếng Ba Lan để chỉ bất kỳ phần riêng biệt nào của một thị trấn hoặc thành phố.
Bộ phận hiện tại được giới thiệu vào năm 1990 và được sửa đổi bởi Hội đồng thành phố Warsaw vào năm 2002. Tên của 18 quận như sau: Bemowo, Białołęka, Bielany, Mokotów, Ochota, Praga Południe, Praga Północ, Rembertów, Śródmieście, Targówek, Ursus, Ursynów, Wawer, Wesoła, Wilanów, Włochy, Wola, and Żoliborz.

## Các quận của Warsaw
| Huyện          | Dân số    | Khu vực                           |
| -------------- | --------- | --------------------------------- |
| Mokotów        | 220.682   | 35,4 km2 (13,7 dặm vuông Anh)     |
| Praga Południe | 178,665   | 22,4 km2 (8,6 dặm vuông Anh)      |
| Ursynów        | 145.938   | 48,6 km2 (18,8 dặm vuông Anh)     |
| Wola           | 137,519   | 19,26 km2 (7,44 dặm vuông Anh)    |
| Bielany        | 132.683   | 32,3 km2 (12,5 dặm vuông Anh)     |
| Targówek       | 123.278   | 24,37 km2 (9,41 dặm vuông Anh)    |
| Śródmieście    | 122.646   | 15,57 km2 (6,01 dặm vuông Anh)    |
| Bemowo         | 115.873   | 24,95 km2 (9,63 dặm vuông Anh)    |
| Białołęka      | 96,588    | 73,04 km2 (28,20 dặm vuông Anh)   |
| Ochota         | 84.990    | 09,7 km2 (3,7 dặm vuông Anh)      |
| Wawer          | 69.896    | 79,71 km2 (30,78 dặm vuông Anh)   |
| Praga Północ   | 69,510    | 11,4 km2 (4,4 dặm vuông Anh)      |
| Ursus          | 53.755    | 09,35 km2 (3,61 dặm vuông Anh)    |
| Żoliborz       | 48.342    | 08,5 km2 (3,3 dặm vuông Anh)      |
| Włochy         | 38.075    | 28,63 km2 (11,05 dặm vuông Anh)   |
| Wilanów        | 23.960    | 36,73 km2 (14,18 dặm vuông Anh)   |
| Rembertów      | 23.280    | 19,30 km2 (7,45 dặm vuông Anh)    |
| Wesoła         | 22.811    | 22,6 km2 (8,7 dặm vuông Anh)      |
| Toàn bộ        | 1.708,491 | 521,81 km2 (201,47 dặm vuông Anh) |

Bản mẫu:Warsaw districts

## Địa phương
Mỗi quận được phân chia theo cách thông thường thành một số khu phố không có tư cách pháp lý hoặc hành chính, nhưng được sử dụng trong hệ thống điều hướng thành phố (Miejski System Informacji). 
| Bemowo | Białołęka | Bielany |
| --- | --- | --- |
| - Bemowo Lotnisko - Boernerowo - Chrzanów - Fort Bema - Fort Radiowo - Górce - Groty - Jelonki Północne - Jelonki Południowe - Lotnisko | - Białołęka Dworska - Brzeziny - Choszczówka - Dąbrówka Szlachecka - Grodzisk - Henryków - Kobiałka - Nowodwory - Szamocin - Tarchomin - Żerań | - Chomiczówka - Huta - Las Bielański - Młociny - Marymont-Kaskada - Marymont-Ruda - Piaski - Placówka - Radiowo - Słodowiec - Stare Bielany - Wólka Węglowa - Wawrzyszew - Wrzeciono                                                |
| Mokotów | Ochota | Praga-Południe |
| - Augustówka - Czerniaków - Ksawerów - Służew - Służewiec - Sadyba - Siekierki - Sielce - Stary Mokotów - Stegny - Wierzbno - Wyględów  | - Filtry - Rakowiec - Stara Ochota - Szczęśliwice                                                                                              | - Gocław - Gocławek - Grochów - Kamionek - Olszynka Grochowska - Saska Kępa |
| Praga-Północ | Rembertów | Śródmieście |
| - Nowa Praga - Pelcowizna - Stara Praga - Szmulowizna                                                                                   | - Kawęczyn-Wygoda - Nowy Rembertów - Stary Rembertów                                                                                           | - Muranów - Nowe Miasto - Powiśle - Solec - Stare Miasto - Śródmieście Północne - Śródmieście Południowe - Ujazdów |
| Targówek | Ursus | Ursynów |
| - Elsnerów - Bródno - Bródno Podgrodzie - Targówek Fabryczny - Targówek Mieszkaniowy - Zacisze - Utrata                                 | - Czechowice - Gołąbki - Niedźwiadek - Skorosze - Szamoty                                                                                      | - Dąbrówka - Grabów - Jeziorki Północne - Jeziorki Południowe - Kabaty - Natolin - Pyry - Skarpa Powsińska - Stary Służew - Stary Imielin - Teren Wydzielony Rezerwat „Las Kabacki” - Ursynów Centrum - Ursynów Północny - Wyczółki |
| Wawer | Wesoła | Wilanów |
| - Aleksandrów - Anin - Falenica - Las - Marysin Wawerski - Miedzeszyn - Międzylesie - Nadwiśle - Radość - Sadul - Wawer - Zerzeń        | - Groszówka - Plac Wojska Polskiego - Stara Miłosna - Wesoła-Centrum - Wola Grzybowska - Zielona-Grzybowa                                      | - Wilanów Wysoki - Wilanów Niski - Wilanów Królewski - Błonia Wilanowskie - Powsinek - Zawady - Kępa Zawadowska - Powsin |
| Włochy | Wola | Żoliborz |
| - Nowe Włochy - Okęcie - Opacz Wielka - Paluch - Raków - Salomea - Stare Włochy - Załuski                                               | - Czyste - Koło - Młynów - Mirów - Nowolipki - Odolany - Powązki - Ulrychów                                                                    | - Marymont-Potok - Stary Żoliborz - Sady Żoliborskie |

## Lịch sử

### 1994-2002
| STT | Huyện              |
| --- | ------------------ |
| 1   | Warszawa-Bemowo    |
| 2   | Warszawa-Białołęka |
| 3   | Warszawa-Bielany   |
| 4   | Warszawa-Centrum   |
| 5   | Warszawa-Rembertów |
| 6   | Warszawa-Targówek  |
| 7   | Warszawa-Ursus     |
| 8   | Warszawa-Ursynów   |
| 9   | Warszawa-Wawer     |
| 10  | Warszawa-Wilanów   |
| 11  | Warszawa-Włochy    |

### 1990-1994

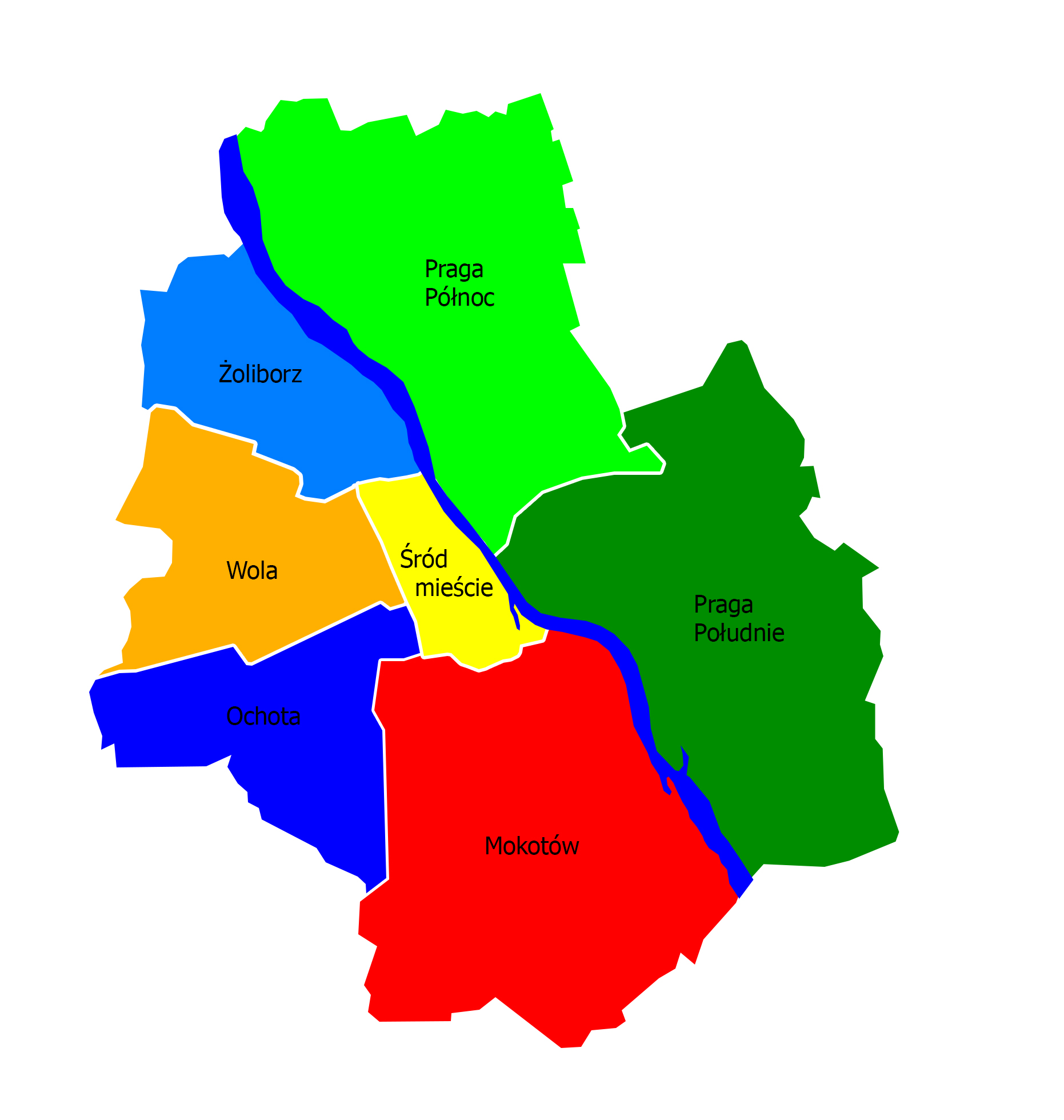
Warsaw năm 1990-1993

| STT | Huyện             |
| --- | ----------------- |
| 1   | Mokotów           |
| 2   | Ochota            |
| 3   | Praga-Południe    |
| 4   | Praga-Północ      |
| 5   | Śródmieście       |
| 6   | Ursus (1993-1994) |
| 7   | Wola              |
| 8   | Żoliborz          |